# 船霊

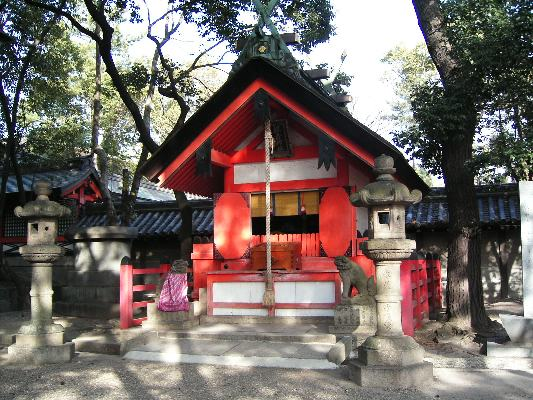
船霊を祀る神社の例。大阪府の住吉大社・船玉神社。

船霊（ふなだま）とは、海の民が航海の安全を願う神。船魂、船玉とも表記する。また、地方により、フナダマサン、フナダンサン、オフナサマ、船玉明神、船霊神、船神など、様々な呼称がある。

## 概要
船霊は漁船などの船の守護神であるとされ、船霊に対する信仰は全国的に存在するが、「船霊」は特定の神を指した名称ではなく、その信仰にはいくつかのバリエーションがある。例えば、住吉神や水天宮、金毘羅権現などの海・水に関わる神を祭神とする場合や、なんらかの物を神体として船に祀る場合などがある。
軍船において住吉三神が祀られるようになった経緯は、仲哀天皇死後（三韓征伐前）、神を宥めるために大祓を行い、神託を請け、武内宿禰が、いずれの神であるかと問い、それに住吉三神が答え、「我が御霊を軍船の上に勧請して祀り、木の灰をひさご（ヒョウタン）に入れ、箸と皿を数多くともなって、大海に散らして浮かべるがよい」と神示を受けたことによる。
船に神体を祀る場合は、人形、銅銭、人間の毛髪、五穀、賽などを船の柱の下部、モリとかツツと呼ばれる場所に安置し、一種の魔除け・お守り的な役目を果たす。
また、陸上に船霊を祀る神社をおく場合もある。近年では地上の寺社のお札を機関室などに納めることが多いようである。
ない場合でも、正月11日に「船霊祭」等と称して儀礼を行ったり、「船迎え」という行事を行うところもある。
全国的に、船霊は女神であるとされる。海上に女性を連れて行ったり、女性が1人で船に乗ったりすると、憑かれたり、天候が荒れたりするとして忌む傾向がある。三島由紀夫の小説「潮騒」にも、検視のために老婆の遺体を載せた船が機銃掃射を受ける逸話があり、そこで「『女一人は乗せるな』の禁を破った」のが原因と暗示されている。元来は巫女が入ったものと考えられ、その女性を指して「オフナサマ」といったためにこのようなタブーができたと考えられる
船霊を主に祀るのは漁民の他、船大工である。船が完成すると棟梁は船霊をまつる儀式を執り行う。海上では「カシキ」と呼ばれる、炊事を担当する少年が稲穂などを捧げて世話をした。
神体としてのサイコロは2つで、「天1地6、表3あわせ艫4あわせ、中にどっさり (5)」になるように据えたという
モリやツツからでる「ぢっちんぢっちん」という音は、神の垂れる（ソシル、イサム、シゲルという）、神託と捉られた。
なお、船霊祭を行い、船霊を奉安する事が古くよりある。『続日本紀』では淳仁天皇2年（758年）8月に船霊祭を行ったとある。船霊祭は各に多様な神事が伝承されているが、下記は出雲大社での儀式の概要である。
- 船内の神棚を清掃し、斎場を準備、船霊の霊璽を宮形に納める
- 手水
- 修祓
- 献饌
- 祝詞奏上
- 米、塩、清酒などを撒いてで舳や艫などを清める
- 玉串拝礼
- 撤饌[3]。

## その他
- 天平宝字7年（763年）には、遣渤海使船能登が暴風・荒波に遭った際、無事の帰国を「船霊」に祈ったという記述があり、船霊という呼称がこの頃すでに確認できる[4]。
- 住吉神や水天宮、金比羅権現など以外の神を祭神とする例として、古くは「船魂大明神」を奉っていたという北海道函館市の船魂神社では、現在は塩土老翁神や大綿津見神といった海に関係の深い神を祭神としている。この神社はかつて北洋漁業や青函連絡船の守護神として崇敬され、現在ではフェリーや作業船、貨物船、漁船、遊覧船、プレジャーボートなどの守護神として信仰されているという[5]。
- 海外で船霊にあたるものとしては、西洋で船首や船尾に女神を模した船首像を取り付けることがある（また、ドイツやオランダなどでは船首像に船を守る妖精が宿るという伝説がある）。中国の媽祖などの文化もある。
- 近世期における妖怪としての安宅船の話として、志の低い者や罪人が乗り込もうとすると、唸り声をあげ、乗船を拒否し、徳川家康の安宅船は、嵐の夜、「伊豆へ行こう」と声を出し、自ら江戸を出航して三浦三崎で捕らえられ、廃船処理された。『新著聞集』の記述では、この船材を購入した者の女房に安宅船の霊が憑りつき、精神に異常をきたしたため、その魂を鎮めるため、本所深川の安宅町に塚を築き、供養したという[6]。また『日本書紀』や『続日本紀』には、功績のあった船に対して、五位（下級貴族の位）を授ける例が見られる[注 1]ことからも、古代から船そのものに対して、魂や人格を認める考え方があった。